# Зімелідин
Зімелідин (МНН, BAN; торгові марки Zimeldine, Normud, Zelmid) був одним із перших антидепресантів селективного інгібітора зворотного захоплення серотоніну (СІЗЗС), які вийшли на ринок. Це піридилаліламін і структурно відрізняється від інших антидепресантів. Станом на 2024 рік не застосовується.
Зімелідин був розроблений наприкінці 1970-х і на початку 1980-х років Арвідом Карлссоном, який тоді працював у шведській компанії Astra AB. Він був виявлений після пошуку ліків зі структурою, подібною до бромфеніраміну  (він є похідним бромфеніраміну), антигістамінного засобу з антидепресивною дією. Зімелідин вперше був проданий у 1982 році.
Хоча зімелідин мав дуже сприятливий профіль безпеки, впродовж півтора року після його появи надійшли повідомлення про рідкісні випадки синдрому Гійєна–Барре, які, як видається, були спричинені препаратом, що спонукало його виробника вилучити його з ринку. Після відміни його змінили флувоксамін і флуоксетин (похідний від антигістамінного препарату дифенгідраміну) у такому порядку та інші СІЗЗС.

## Механізм дії
Механізм дії полягає в сильному пригніченні зворотного захоплення серотоніну із синаптичної щілини. Постсинаптичні рецептори не діють.

## Інше використання
У 1986 році Montplaisir і Godbout повідомили, що зімелідин був дуже ефективним при катаплексії, коли це зазвичай контролювалося трициклічними антидепресантами, які часто мали антихолінергічні ефекти. Зімелідин покращив катаплексію, не викликаючи денної сонливості.

## Побічні ефекти
Найчастіше повідомлялося про:
- Сухість у роті, сухість оболонок глотки та носа
- Підвищене потовиділення (гіпергідроз)
- запаморочення
- нудота

## Взаємодії
- Інгібітори МАО — можливі тяжкі або небезпечні для життя реакції